# St. Otto (Reundorf)

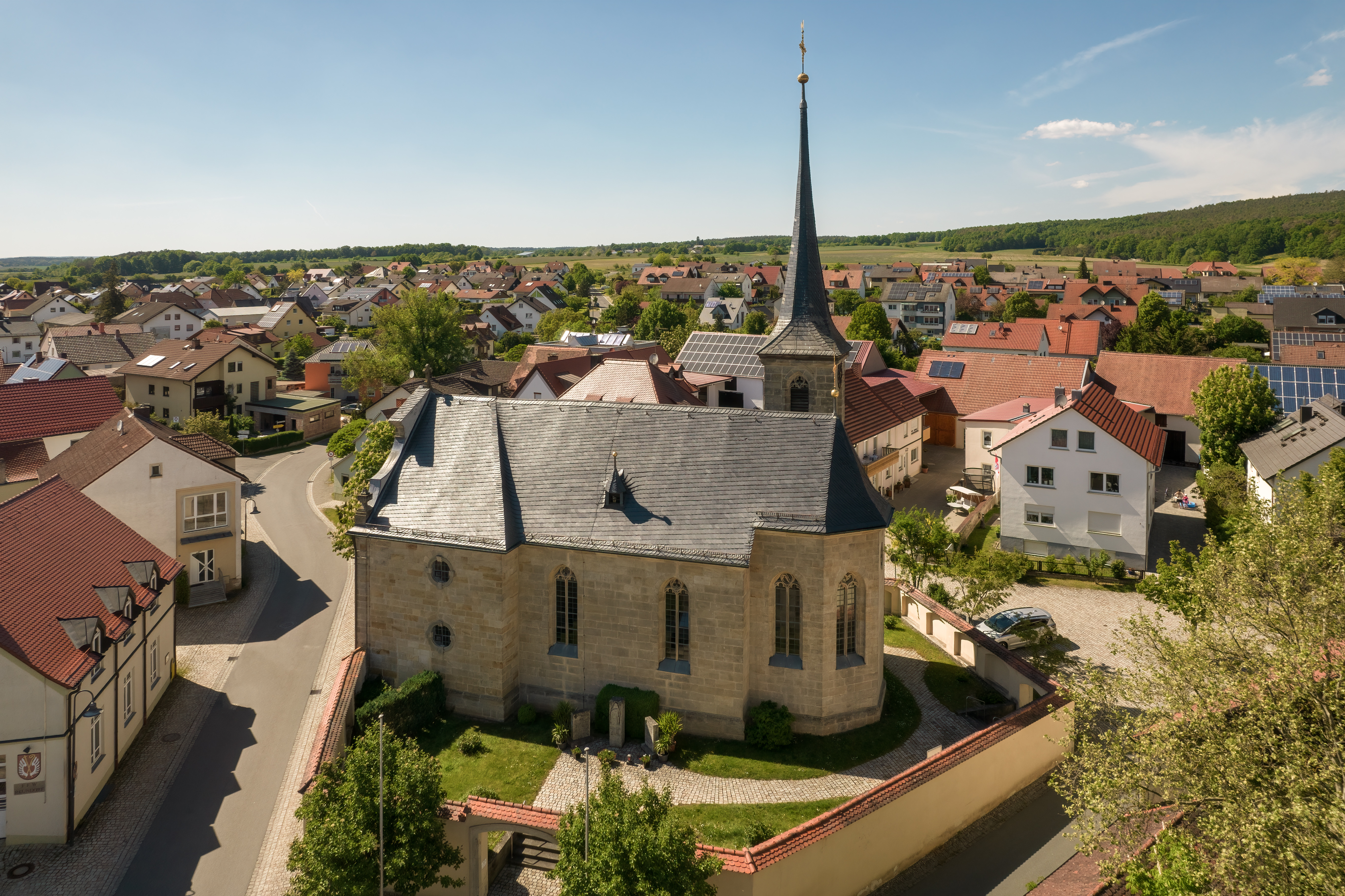
St. Otto in Reundorf

Die römisch-katholische Pfarrkirche St. Otto befindet sich in Reundorf, einem Gemeindeteil von Frensdorf im oberfränkischen Landkreis Bamberg in Bayern. Das denkmalgeschützte Bauwerk geht auf eine Friedhofskapelle aus dem Anfang des 17. Jahrhunderts zurück. Die Pfarrei gehört zum Seelsorgebereich Steigerwald im Dekanat Bamberg des Erzbistums Bamberg.

## Beschreibung
Die Saalkirche wurde aus Quadermauerwerk 1613–15 von Giacomo und Giovanni Bonalino als Friedhofskapelle erbaut. Seit 1764 ist sie Pfarrkirche. Sie besteht aus einem Langhaus, das innen mit einem Kreuzgewölbe überspannt ist. Es wurde 1781 nach Westen durch einen breiteren Anbau mit einem Schweifgiebel in der klassizistischen Fassade von Johann Joseph Vogel erweitert. An der Nordwand es eingezogenen Chors von einem Joch mit 3/8-Schluss im Osten steht der Chorflankenturm, dessen oberstes Geschoss die Turmuhr und den Glockenstuhl beherbergt und der mit einem achtseitigen Knickhelm bedeckt ist. Die Kirchenausstattung entstand 1781–87 in der Stilrichtung des Louis-seize. Das Altarretabel des Hochaltars zeigt die Wunderheilung des Heiligen Otto. Die Mondsichelmadonna stammt aus der ersten Hälfte des 18. Jahrhunderts, eine Pietà ist um 1500 entstanden. Die Kreuzwegstationen wurden 1782 angebracht. Die heutige Orgel mit 11 Registern, 2 Manualen und einem Pedal wurde 1991 im alten Prospekt von Horst Hoffmann eingebaut.